# OSCAR 13
OSCAR 13 (auch AMSAT-OSCAR 13 genannt, NSSDC-ID: 1983-051B) war ein Amateurfunksatellit der OSCAR-Reihe. Vor dem Start trug er als dritter Satellit der Phase 3 die Bezeichnung P3C. Er wurde am 15. Juni 1988 beim ersten Teststart einer Ariane-4-Trägerrakete vom Centre Spatial Guyanais als zusätzliche Nutzlast neben den Satelliten Meteosat P2 und Panamsat in eine geostationäre Transferbahn gebracht. Mit dem  bordeigenen Triebwerksystem wurde zunächst das Perigäum angehoben und in einer zweiten Triebwerkszündung die Inklination auf 57,4° erhöht.
OSCAR 13 wurde von AMSAT-Deutschland gebaut. Die grundlegende Konstruktion der mechanischen Struktur und des Flüssigkeitstriebwerkes war identisch mit der des AMSAT-OSCAR 10. Der Satellit hatte eine Startmasse von 150 kg und die Form eines dreiachsigen Sterns mit 60 cm Durchmesser und einer Höhe von 50 cm (ohne Antennen).
Der Satellit war spinstabilisiert. Die Orientierung und die Rotationsgeschwindigkeit des Satelliten konnten durch eine aktive Lageregelung mit Magnetspulen gesteuert werden. Die Lage des Satelliten im Raum konnte mit Sonnen- und Erdsensoren bestimmt werden, die Bestimmung der Bahnparameter war durch Laufzeitmessungen der Funksignale möglich.
Er verfügte über vier Transponder und vier Bakensender im 2-m-Band, im 70-cm-Band sowie im 23-cm-Band und im 12-cm-Band. Zusätzlich befand sich eine Nutzlast zur digitalen Kommunikation an Bord. Zur Energieversorgung dienten sechs Solarpaneele, die über Laderegler die Batterie und die Nutzlasten mit Strom versorgten. Alle Funktionen des Satelliten wurden durch einen Bordcomputer gesteuert, der auf einem 1802-Cosmac-Prozessor aufbaute.
Durch Resonanzeffekte des Orbits mit der Anziehungskraft von Mond und Sonne kam es ab 1996 zu einem Absinken des Perigäums. Im November 1996 lag der erdnächste Punkt der Bahn so tief, dass die Reibungshitze in der Atmosphäre zur Zerstörung der Solarpaneele führte und der Satellit seinen Betrieb einstellte. Kurz darauf ist AO-13 in der Erdatmosphäre verglüht.